# Municipio de Prairie (condado de Warren)
El municipio de Prairie (en inglés: Prairie Township) es un municipio ubicado en el condado de Warren en el estado estadounidense de Indiana. En el año 2010 tenía una población de 257 habitantes y una densidad poblacional de 2,08 personas por km².

## Geografía

Un mapa del municipio de Prairie

El municipio de Prairie se encuentra ubicado en las coordenadas 40°25′59″N 87°27′9″O / 40.43306, -87.45250. Según la Oficina del Censo de los Estados Unidos, el municipio tiene una superficie total de 123.45 km², de la cual 123,45 km² corresponden a tierra firme y (0 %) 0 km² es agua.

## Demografía
Según el censo de 2010, había 257 personas residiendo en el municipio de Prairie. La densidad de población era de 2,08 hab./km². De los 257 habitantes, el municipio de Prairie estaba compuesto por el 99,22 % blancos y el 0,78 % eran de una mezcla de razas. Del total de la población el 1,17 % eran hispanos o latinos de cualquier raza.